# Джон Бърнтол
Джонатан Едуард „Джон“ Бърнтол (на английски: Jonathan Edward 'Jon' Bernthal) (роден на 20 септември 1976 г.) е американски актьор, известен най-вече с ролята си на Шейн Уолш в сериала „Живите мъртви“. 

## Биография

### Личен живот
Женен е за Ерин Енгъл – племенницата на професионалния кечист Кърт Енгъл. Имат две момчета, родени съответно през август 2011 г. и февруари 2013 г., както и една дъщеря, родена през февруари 2015 г.

## Избрана филмография
| година | филм                | оригинално заглавие                            | роля          | режисьор        |
| ------ | ------------------- | ---------------------------------------------- | ------------- | --------------- |
| 2009   | Нощ в музея 2       | Night at the Museum: Battle of the Smithsonian | Ал Капоне     | Шон Леви        |
| 2010   | Писател в сянка     | The Ghost Writer                               | Рик Рикардели | Роман Полански  |
| 2013   | Вълкът от Уолстрийт | The Wolf of Wall Street                        | Брад Бодник   | Мартин Скорсезе |
| 2013   | Бойни старчета      | Grudge Match                                   | Би Джей       | Питър Сегал     |
| 2015   | Сикарио             | Sicario                                        | Тед           | Дени Вилньов    |
| 2015   | Зад волана          | Baby Driver                                    | Гриф          | Едгар Райт      |